# أدولفو مانكوسو
أدولفو مانكوسو (بالإسبانية: Adolfo Mancuso)‏ هو سبّاح أرجنتيني، مثّل بلاده في الألعاب الأولمبية الصيفية 1948.

## روابط خارجية
أدولفو مانكوسو على موقع اللجنة الأولمبية الدولية (الإنجليزية)
- أدولفو مانكوسو على موقع أوليمبيديا (الإنجليزية)